# Rezerwat przyrody Śmiechowice
Rezerwat przyrody Śmiechowice – leśny rezerwat przyrody zlokalizowany w powiecie brzeskim w województwie opolskim, istniejący w latach 1952–2010.
Rezerwat utworzono 11 października 1952 r. Zarządzeniem Ministra Leśnictwa z dnia 17 września 1952 r. w celu zachowania fragmentu lasu modrzewiowego z cechami zespołu naturalnego. Powierzchnia rezerwatu wynosiła 0,5 hektara, na którego terenie były pomnikowe okazy modrzewia europejskiego. Nazwa rezerwatu pochodziła od pobliskiej wsi Śmiechowice.
Zarządzeniem nr 13 Regionalny Dyrektor Ochrony Środowiska w Opolu zlikwidował rezerwat przyrody „Śmiechowice”. Zarządzenie weszło w życie dnia 8 maja 2010 r.